# Audunar þáttr vestfirzka
Het verhaal van Auðunar þáttr vestfirzka (letterlijk: verhaal van Auðun uit de Westfjorden; populair: Auðun en de ijsbeer) is een kort verhaal uit IJsland. Het werk werd vermoedelijk omstreeks 1220 geschreven door een onbekende auteur.

## Het verhaal
Auðunar þáttr vestfirzka is een pelgrimsvertelling, het verhaal van een arme pientere en vastberaden IJslandse keuterboer uit Vaðil (Vestfirðir), die de kans krijgt eropuit te trekken en de wereld te zien.
Hij werkte bij een boer (Thorsteinn) waar ook de schipper Thórir aanwezig was. Hij liet vrijwel al zijn geld voor zijn moeder achter en vertrok samen met de schipper. De reis ging eerst naar Noorwegen waar de schipper een boerderij had. Na de winter vertrokken ze weer, ditmaal naar Groenland. Hier besteedt hij zijn hele vermogen aan de aankoop van een ijsbeer.
Hij keert naar Noorwegen terug met de bedoeling zijn ijsbeer aan koning Svein van Denemarken te schenken. Hij moet de afkeuring van de Noorse koning Harald trotseren wanneer deze hoort dat het zijn bedoeling is de ijsbeer aan de Deense koning te schenken (Noorwegen verkeerde in die tijd op slechte voet met de Denen). In Denemarken valt hij in handen van de hebzuchtige koninklijke hofmeester Aki, die in ruil voor eten en onderdak een half aandeel in de ijsbeer krijgt. Koning Svein, echter, veroordeelt Aki voor zijn hebzucht met verbanning en beloonde Auðun met een forse hoeveelheid zilver en regelde zijn pelgrimstocht naar Rome. Tijdens de terugreis van zijn pelgrimage wordt Auðun ernstig ziek, verbruikte daardoor al het geld van de koning en bereikte uiteindelijk berooid en miserabel de residentie van koning Svein. Door zijn vasthoudendheid wint hij het respect van Svein. Hij schenkt Auðun een schip voor de terugreis naar IJsland, samen met een beurs zilver en een gouden armband als dank voor de ijsbeer. Volgens afspraak keert Auðun eerst terug naar koning Harald en vertelt van alle kostbaarheden die hij in ruil voor de ijsbeer heeft gekregen. Hij schenkt de gouden armband aan de koning, en krijgt er fijne goederen voor terug. Hij keert ten slotte naar IJsland terug waar hij een zeer gefortuneerd man wordt.

## De historische context
Het verhaal speelt zich af tijdens de elfde eeuw. Het is de periode van de oorlog tussen Denemarken en Noorwegen. De Noorse koning was Harald Sigurðarson die in 1066 zou sneuvelen in de Slag bij Stamford Bridge in Yorkshire. De Deense koning was Svein Úlfsson, die van 1047 tot 1074 regeerde en een neef was van koning Knut.

## Hoofdpersonages
Het verhaal belicht de karakters van de drie voornaamste protagonisten:
- Koning Harald III van Noorwegen, de laatste van de grote krijger-koningen van Scandinavië.
- Koning Sven II van Denemarken die zich aan zijn troon vastklampt ondanks een gestage Noorse druk.
- Auðun zelf, de held tegen wil en dank, die alles of niets speelt en wint.

## Nederlandse vertalingen
- De geschiedenis van Audun uit de West-Fjorden, in De saga van Eirik de Rode en andere IJslandse saga's, vert. Paula Vermeyden, 1980. ISBN 9029014032